# Burger Brezel

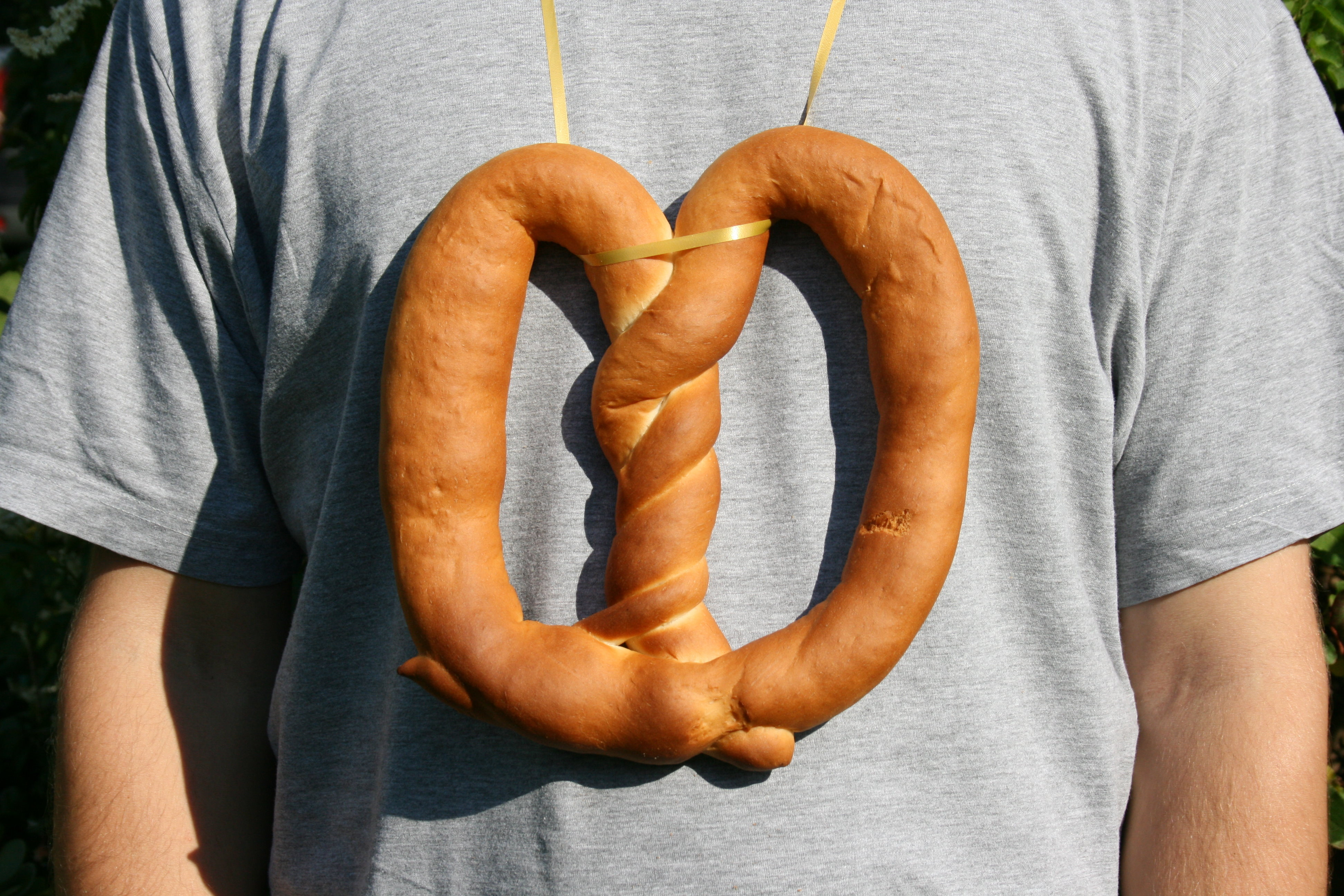
Die Burger Brezel als Souvenir wird typischerweise an einem Bändchen um den Hals getragen

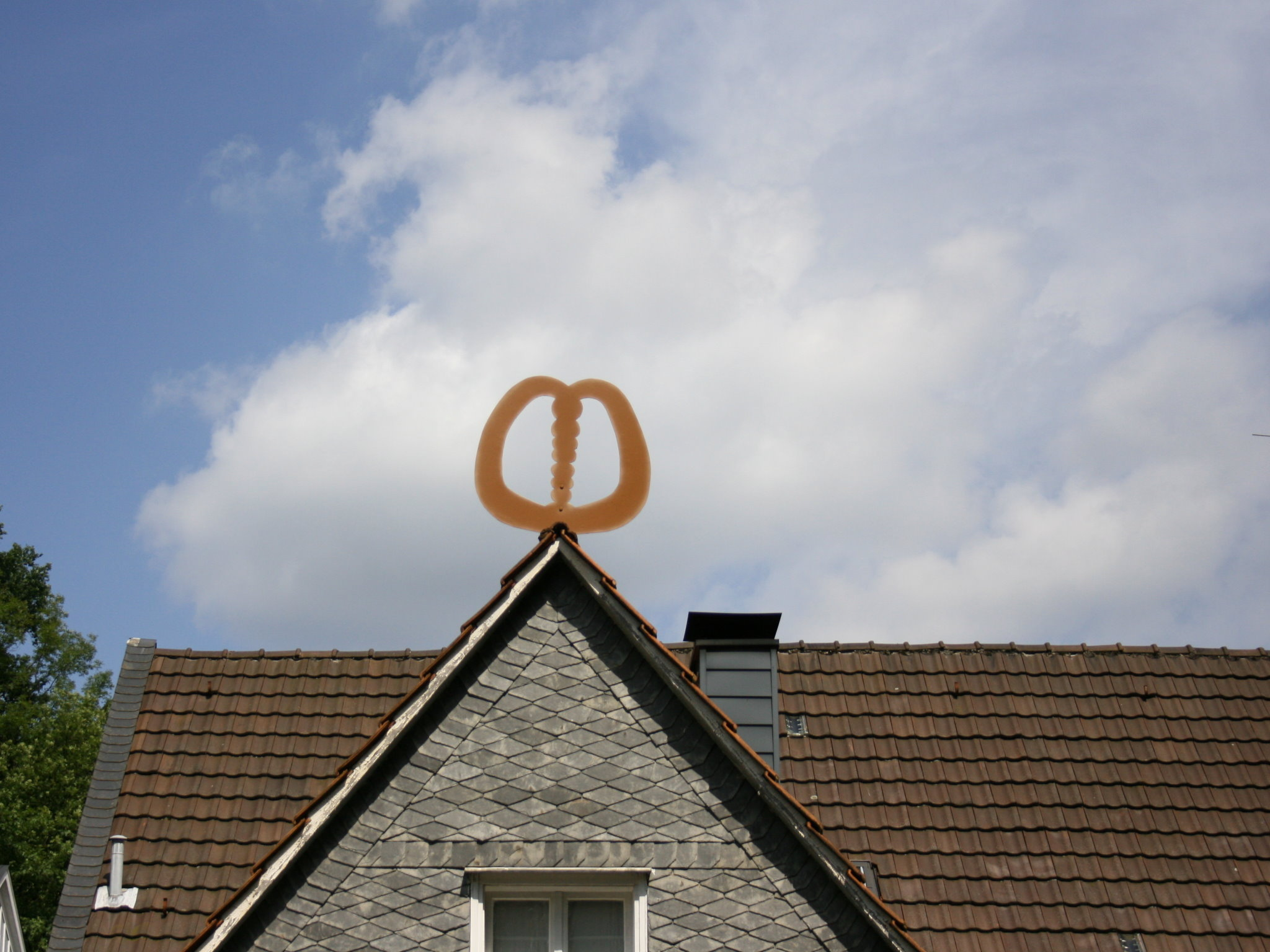
Zeichen eines Burger Brezelbäckers auf dem Dach

Die Burger Brezel ist eine mehr als 200 Jahre alte Spezialität aus Burg an der Wupper (heute Ortsteil von Solingen). Die Brezel ist keine Laugenbrezel, sondern wird aus einem süßen Teig hergestellt. Sie ist seit Beginn der touristischen Nutzung der vormaligen alten Herzogsresidenz Schloss Burg ein überregional bekanntes Mitbringsel. Im 19. Jahrhundert erfolgte der Vertrieb des Backwerks durch Kiepenkerle mit einer Kiepe, einem hölzernen beziehungsweise aus Zweigen geflochtenen Behältnis, das auf dem Rücken getragen wird.
Da Burger Brezeln recht trockene Gebäckstücke sind, die eher an einen süßen Zwieback erinnern, werden sie vor dem Verzehr oft in Kaffee eingetaucht („gezoppt“). Das Rezept stammt, laut einer lokalen Überlieferung, von einem verwundeten französischen Soldaten, der 1795 von der Bäckerfamilie Hösterey gesund gepflegt wurde. Aus Dank gab er das Brezelrezept an die Familie weiter. Burger Brezeln sind auch ein Bestandteil der Bergischen Kaffeetafel.
Der Brezelknoten der Burger Brezel wird vier- oder fünfmal von Hand geschlungen, so dass die Herstellung des Gebäcks vergleichsweise aufwändig ist. Die Burger Brezel wird auch heute noch von einigen Bäckern hergestellt und in den Ausflugsgaststätten von Oberburg und Unterburg verkauft. Häufig mit einem Bändchen versehen, kann sie um den Hals gehängt nach Hause getragen werden. Sie dient außerdem als Symbolgebäck zu festlichen Anlässen, wie zum Beispiel der Einschulung. Die Bedeutung des Burger Kulturgutes spiegelt sich in dem 1989 aufgestellten Brezelbäckerdenkmal wider. Der 18 Kilometer lange Rundwanderweg um den Ort ist nach dem Backwerk Brezelwanderweg genannt.

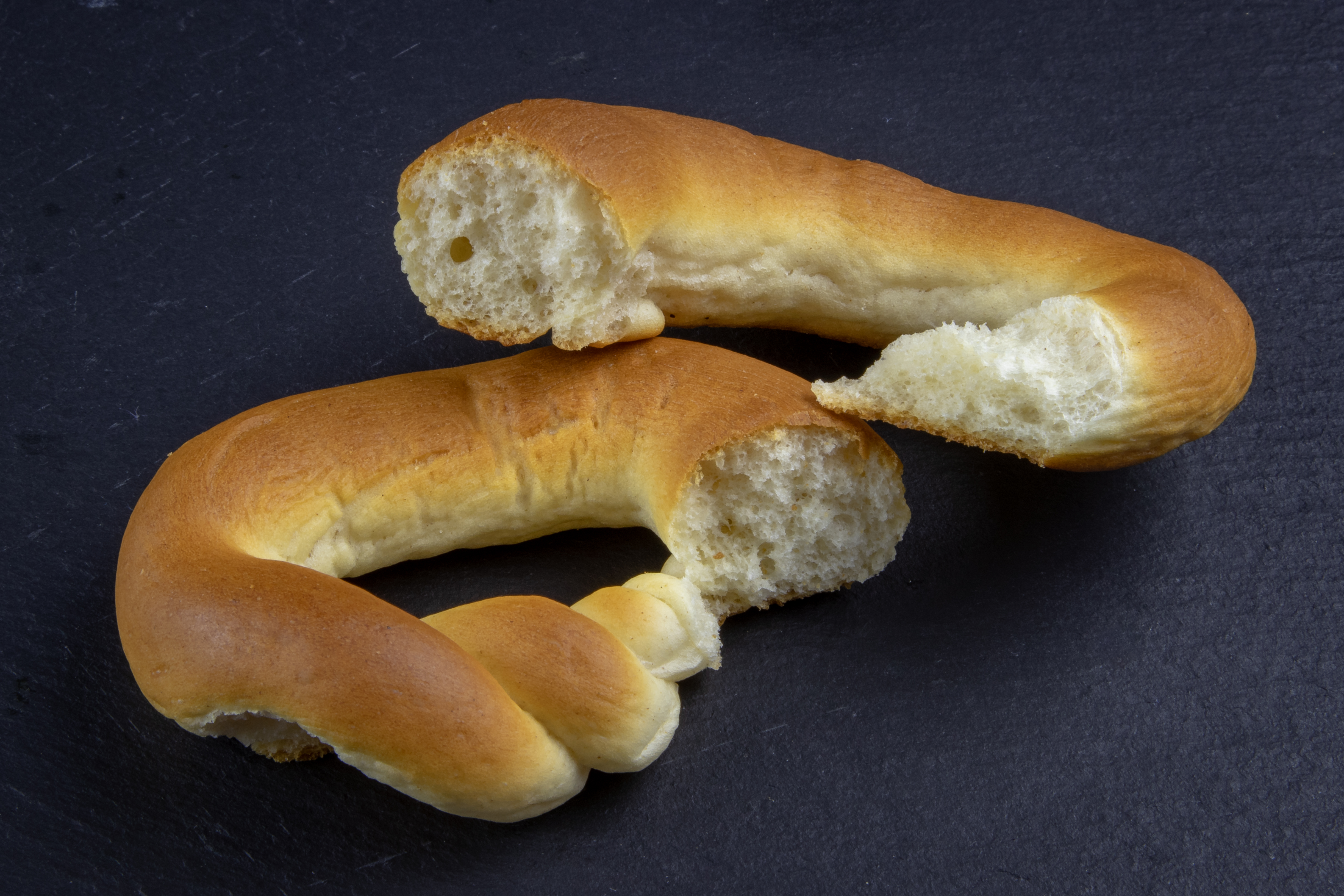
Innere Struktur einer Burger Brezel

Im Mai 2010 nahm die internationale Organisation zur Bewahrung von traditionellen Lebensmitteln Slow Food die Brezel in ihre Arche des Geschmacks auf und setzt sich seitdem unter dem Motto „Schützen durch Nützen“ für die Erhaltung und Vermarktung der Burger Brezeln ein.